# 彈鋼琴的少女
彈鋼琴的少女（法語：Jeunes filles au piano）是由藝術家皮埃尔-奥古斯特·勒努瓦於1892年所繪製，畫風為印象派，現藏於奧賽美術館。
这幅画代表了他晚年的畫風（1892-1919）。在1892 年，雷諾瓦收到來自卢森堡博物馆的非正式委託並完成。 雷諾瓦使用油畫方式畫繪製了作品的其他三種變體，兩幅草圖一幅油畫以及一幅粉彩畫。 這些此畫的副本以及其他版本，是為了履行經銷商和收藏家的委託而畫的。 
该作品在巴黎奥赛博物馆、纽约大都会艺术博物馆和巴黎橘园美术馆公开展出過。

## 描述
雷諾瓦描繪了兩個年輕女孩在資產階級家裡的鋼琴前，一個穿著藍色腰帶的白色連身裙坐著演奏，一個穿著粉紅色連身裙站著。雷諾瓦為收藏家完成了該作品的另外三個版本的油畫作品；卢森堡版现藏于巴黎奥赛博物馆， 罗伯特·雷曼收藏版(Robert Lehman Collection)现藏于纽约大都会艺术博物馆， 而卡耶博特版(Caillebotte)和其他版本均由私人收藏。该作品的一幅油画素描在巴黎橘园博物馆展出，一幅粉彩素描则為私人收藏。 
奧賽博物館的這幅畫是 116 x 90 公分。 大都會博物館的版本為 111.8 x 86.4公分。 橘園美術館的油畫素描尺寸為 116.0 x 81.0公分。 
比起毕沙罗或莫奈通常在同一主题上绘制一系列变化，而雷诺瓦比較喜歡由完全獨立的構圖做成一個系列。特别是细节和姿势发生了微妙的变化，草图消除了大部分背景元素。
雷诺瓦在他 1888 年的早期作品《卡图勒·门德斯的女儿们》(The Daughters of Catulle Mendès)中探索了类似的构图，该作品现藏于大都會藝術博物館的安纳伯格收藏中。